# Vṛtra
Vṛtra (devanāgarī वृत्र) è il serpente (o drago) cosmico, personificazione della siccità, che viene ucciso dal dio vedico Indra.
(Ṛgveda, I, 32, 2-4)
Vṛtra è uno dei personaggi principali della cosmogonia vedica. Prima dei tempi c'era lui che avvolgeva in un'unica massa indistinta il cielo e la terra; la luce, il sole e l'aurora non esistevano: solo tenebre e caos. Le acque, elemento primigenio, non scorrevano ma rimanevano imprigionate nella massa indistinta di spazio e cielo rappresentata dalle montagne che si muovevano per ogni dove. A guardia del caos e dell'indistinto si poneva il serpente Vṛtra, adagiato sulle montagne che imprigionavano le acque.
Giunse quindi il signore della guerra Indra che con il fulmine (vajra) colpì a morte Vṛtra, liberando le acque e dando via alla Creazione.